# 주미얀마 대한민국 대사관
주미얀마 대한민국 대사관(버마어: ပြည်ထောင်စုသမ္မတ မြန်မာနိုင်ငံတော်ဆိုင်ရာ တောင်ကိုရီးယားသမ္မတနိုင်ငံသံရုံး)은 1975년 미얀마 양곤에 개설된 대한민국 외교부 소속의 대사관이다.

## 역대 공관장
- 심명원
- 강금구

## 같이 보기
- 주한 미얀마 대사관
- 대한민국의 재외공관 목록
- 미얀마 주재 외국공관 목록
- 대한민국-미얀마 관계